# Violet Mary Doudney
Violeta Mary Doudney (5 de marzo de 1889 – 14 de enero de 1952) fue una maestra y sufragista militante inglesa. Inició una huelga de hambre en la prisión de Holloway, donde fue alimentada a la fuerza. Fue galardonada con la Medalla de la huelga de hambre por la Unión Social y Política de las Mujeres (WSPU, por sus siglas en inglés). 

## Biografía
Violet Doudney nació en 1889 en Barkby en Leicestershire, hija de Laura Annie Rice (1858–1939) y George Richard Doudney (1859–1913), un comerciante de maíz. Se matriculó en St Hilda's College en la Universidad de Oxford en 1908, de donde se graduó en 1911 a los 21 años.

## Militancia
Al año siguiente, en 1912, se mudó a Londres con la intención de convertirse en maestra. Allí se unió a la Unión Social y Política de las Mujeres y participó en una campaña para romper ventanas de los hogares de políticos de alto rango para protestar contra el tratamiento de las sufragistas prisioneras que estaban en huelga de hambre. El 28 de junio de 1912, rompió las ventanas de la casa del Ministro del Interior del Reino Unido Reginald McKenna, tras lo cual fue arrestada y llevada ante los magistrados a la mañana siguiente.  En el tribunal se le preguntó si lamentaba sus acciones; respondió que no y que había tomado la medida en protesta contra las políticas del Ministro del Interior. Condenada a dos meses de trabajos forzados en la prisión de Holloway, inició una huelga de hambre y, a pesar de su fragilidad, fue alimentada a la fuerza. Al salir de prisión, Emmeline Pankhurst le otorgó la Medalla de Huelga de Hambre.

## Vida personal
Se casó con el arquitecto Sidney Toy (1875-1967) en 1929  y tuvo tres hijos. En 2018, John Toy  uno de sus hijos, recordó: "Mi padre era un típico hombre victoriano y no estaba a favor de que las mujeres tuvieran el voto". Él le pidió que no hablara sobre ese episodio y ella no nos dijo hasta el día que estalló la Segunda Guerra Mundial. Estoy muy orgulloso de lo que hizo. Ella siempre nos enseñó a estar enojados por cualquier injusticia". En 1939 se retiró de la enseñanza, momento en el que ella y su esposo vivían en la City de Londres, cerca de la Iglesia del Temple, donde ambos eran Guardianes de ARP.  
Violet murió en Epsom, Surrey en 1952.  